# Saison 2015 des Lizards de New York
La saison 2015 des Lizards de New York est la 15e saison de la franchise au sein de la Major League Lacrosse et la 3e depuis le changement de nom de la franchise. Les Lizards entre dans cette saison en ayant terminé à 3e de la saison régulière 2014 et en ayant perdu en demi-finale des playoffs face aux Outlaws de Denver.

## Drafts

### Supplemental Draft
La Supplemental Draft de la MLL s'est tenue le 17 décembre 2014.
| Nom                 | Repêchage | Position  |
| ------------------- | --------- | --------- |
| Shamel Bratton      | 6e        | Milieu    |
| Shane Sturgis       | 14e       | Attaquant |
| Stephen Peyser      | 20e       | Milieu    |
| Lee Coppersmith     | 22e       | Milieu    |
| Cody Jamieson       | 38e       | Attaquant |
| Chris Picirilli     | 46e       | Défenseur |
| Anthony Biscardi    | 54e       | Milieu    |
| Matt Poskay         | 70e       | Milieu    |
| Andrew Casimir      | 78e       | Défenseur |
| Max Van Bourgondien | 86e       | Milieu    |
| Rhamel Bratton      | 94e       | Milieu    |

- Choix supplémentaire attribué aux Lizards pour compléter leur effectif de 35 joueurs : Chris Coppolecchia, défenseur.

### Collegiate Draft
La Collegiate Draft 2015 s'est tenue le 23 janvier 2015.
| Nom                | Repêchage | Université               | Position  |
| ------------------ | --------- | ------------------------ | --------- |
| Michael Pellegrino | 10e       | Université Johns-Hopkins | Défenseur |
| Ryan Walsh         | 11e       | Université Colgate       | Attaquant |
| Hakeem Lecky       | 20e       | Université de Syracuse   | Milieu    |
| Matt Poillon       | 28e       | Université Lehigh        | Gardien   |
| Conrad Oberbeck    | 40e       | Université Yale          | Attaquant |
| Mike Malave        | 46e       | Université Hofstra       | Milieu    |
| Luke Mikelinich    | 58e       | Université Lehigh        | Défenseur |

## Calendrier et résultats
| Match | Date       | Adversaire | Résultat     |
| ----- | ---------- | ---------- | ------------ |
| 1     | 12 avril   | Machine    | V 14-8       |
| 2     | 19 avril   | @ Rattlers | V 9-19       |
| 3     | 26 avril   | Rattlers   | V 14-12      |
| 4     | 3 mai      | @ Cannons  | V 14-15      |
| 5     | 8 mai      | Cannons    | V 15-12      |
| 6     | 16 mai     | Bayhawks   | V 15-14      |
| 7     | 30 mai     | @ Hounds   | V 21-16      |
| 8     | 5 juin     | Launch     | V 18-11      |
| 9     | 20 juin    | Hounds     | D 12-13      |
| 10    | 26 juin    | @ Launch   | D 16-12      |
| 11    | 2 juillet  | @ Bayhawks | V 13-15      |
| 12    | 9 juillet  | Outlaws    | V 18-15      |
| 13    | 18 juillet | @ Machine  | D 14-9       |
| 14    | 25 juillet | @ Outlaws  | D 15-14 (OT) |